# Elio Gaspari
Elio Gaspari (Nápoles, Italia, 1944) es un periodista y escritor italo-brasileño. Llegó de infante a Brasil, donde comenzó su carrera periodística pocos años después. Es cronista de la Folha de São Paulo, y sus artículos se difunden para muchos periódicos. Después de una vasta carrera en el mundo periodístico, en los últimos años ha publicado una serie de libros sobre la dictadura militar brasileña iniciada con el Golpe de Estado en Brasil en 1964, en dos partes: as "Ilusões Armadas" (Las Ilusiones Armadas) y "O Sacerdote e o Feiticeiro" (El Sacerdote y el Hechicero). Actualmente vive en São Paulo.

## Obras
- A Ditadura Envergonhada, Vol. 1
- A Ditadura Escancarada, Vol. 2
- A Ditadura Derrotada, Vol. 3
- A Ditadura Encurralada, Vol. 4